# National Board of Review Awards 1960
La 32ª edizione dei National Board of Review Awards si è tenuta il 22 dicembre 1960.

## Classifiche

### Migliori dieci film
- Il figlio di Giuda (Elmer Gantry), regia di Richard Brooks
- Figli e amanti (Sons and Lovers), regia di Jack Cardiff
- Sunrise at Campobello, regia di Vincent J. Donehue
- Fango sulle stelle (Wild River), regia di Elia Kazan
- ...e l'uomo creò Satana! (Inherit the Wind), regia di Stanley Kramer
- Il buio in cima alle scale  (The Dark at the Top of the Stairs), regia di Delbert Mann
- A casa dopo l'uragano (Home from the Hill), regia di Vincente Minnelli
- La battaglia di Alamo (The Alamo), regia di John Wayne
- L'appartamento (The Apartment), regia di Billy Wilder
- I nomadi (The Sundowners), regia di Fred Zinnemann

### Migliori film stranieri
- Nudi alla meta (I'm All Right Jack), regia di John Boulting
- La tortura del silenzio (The Angry Silence), regia di Guy Green
- Il mondo di Apu (Apur Sansar), regia di Satyajit Ray
- Hiroshima mon amour, regia di Alain Resnais
- Il generale Della Rovere, regia di Roberto Rossellini

## Premi
- Miglior film: Figli e amanti (Sons and Lovers), regia di Jack Cardiff
- Miglior film straniero: Il mondo di Apu (Apur Sansar), regia di Satyajit Ray
- Miglior attore: Robert Mitchum (I nomadi e A casa dopo l'uragano)
- Miglior attrice: Greer Garson (Sunrise at Campobello)
- Miglior attore non protagonista: George Peppard (A casa dopo l'uragano)
- Miglior attrice non protagonista: Shirley Jones (Il figlio di Giuda)
- Miglior regista: Jack Cardiff (Figli e amanti)